# Skisjön, Dalarna
Skisjön är en sjö i Älvdalens kommun i Dalarna och ingår i Dalälvens huvudavrinningsområde. Sjön har en area på 0,839 kvadratkilometer och ligger 492 meter över havet. Sjön avvattnas av vattendraget Skjuan.

## Delavrinningsområde
Skisjön ingår i det delavrinningsområde (685121-135913) som SMHI kallar för Mynnar i Öjan. Medelhöjden är 502 meter över havet och ytan är 14,39 kvadratkilometer. Räknas de 2 avrinningsområdena uppströms in blir den ackumulerade arean 36,87 kvadratkilometer. Skjuan som avvattnar avrinningsområdet har biflödesordning 3, vilket innebär att vattnet flödar genom totalt 3 vattendrag innan det når havet efter 446 kilometer. Avrinningsområdet består mestadels av skog (56 procent) och sankmarker (31 procent). Avrinningsområdet har 0,97 kvadratkilometer vattenytor vilket ger det en sjöprocent på 6,7 procent.